# كيد كيد
كيد كيد (بالإنجليزية: Kidd Kidd) هو رابر أمريكي، ولد في 26 نوفمبر 1983 في نيو أورلينز في الولايات المتحدة.

## وصلات خارجية
- كيد كيد على موقع ميوزك برينز (الإنجليزية)
- كيد كيد على موقع أول ميوزيك (الإنجليزية)
- كيد كيد على موقع ديسكوغز (الإنجليزية)